# 58098 Quirrenbach
58098 Quirrenbach è un asteroide della fascia principale. Scoperto nel 1977, presenta un'orbita caratterizzata da un semiasse maggiore pari a 1,9243089 UA e da un'eccentricità di 0,0826790, inclinata di 22,84418° rispetto all'eclittica.